# Ringkøbingvej (Videbæk)
 Ringkøbingvej  er en to sporet omfartsvej der går nord om Videbæk, og er en del af primærrute 15 der går fra Hvide Sande til Grenaa.
Den er med til at lede trafikken der skal mod Ringkøbing eller Herning uden om Videbæk, så byen ikke bliver belastet af for meget trafik.
Vejen forbinder Ringkøbingvej i vest med Herningvej i øst, den passere Videbækvej hvorfra der er forbindelse til Karup ad sekundærrute 467. Den passere derefter Gl. Landevej og Bredgade, og ender i Ringkøbingvej der går mod Ringkøbing. 